# Municipio de Rincón Chamula San Pedro
El municipio de Rincón Chamula San Pedro es uno de los 124 municipios que componen al estado de Chiapas. Su cabecera municipal es la villa de Rincón Chamula.